# Preston Road (métro de Londres)
Preston Road (en anglais : Preston Road tube station ou Preston Road Underground Station), est une station de la ligne Metropolitan du métro de Londres, en zone 4 Travelcard. Elle est située sur la Preston Road, à Preston, sur le territoire du borough londonien de Brent, dans le Grand Londres.

## Situation sur le réseau
La station Preston Road de la ligne Metropolitan du métro de Londres est située entre la station Northwick Park, en direction des terminus de branches Uxbridge, Watford, Amersham, Chesham, et la station Wembley Park en direction du terminus Aldgate. Elle dispose de deux lignes qui encadrent un quai central numéroté : 1-2.

Plans : de la ligne, du réseau du métro et des transports à Londres
Metropolitan line.
Plan du métro.
Réseaux de Londres.

## Histoire
Le Metropolitan Railway a été prolongé de Willesden Green à Harrow le 2 août 1880. À l'origine, il n'y avait pas de station entre Neasden et Harrow. Preston Road est mise en service le 21 mai 1908, elle est alors dénommée Preston Road Halt. Elle a été renommée Preston Road le 22 novembre 1931 lors du léger déplacement vers l'ouest de son quai.

## Services aux voyageurs

### Accès et accueil
L'accès principal de la station est situé sur la Preston Road, à Preston.

### Desserte
Preston Road est desservie par les rames de la ligne Metropolitan du métro de Londres circulant sur les relations : Uxbridge Amersham, ou Chesham, ou Watford,  et Baker Street ou Aldgate.

Installations et desserte
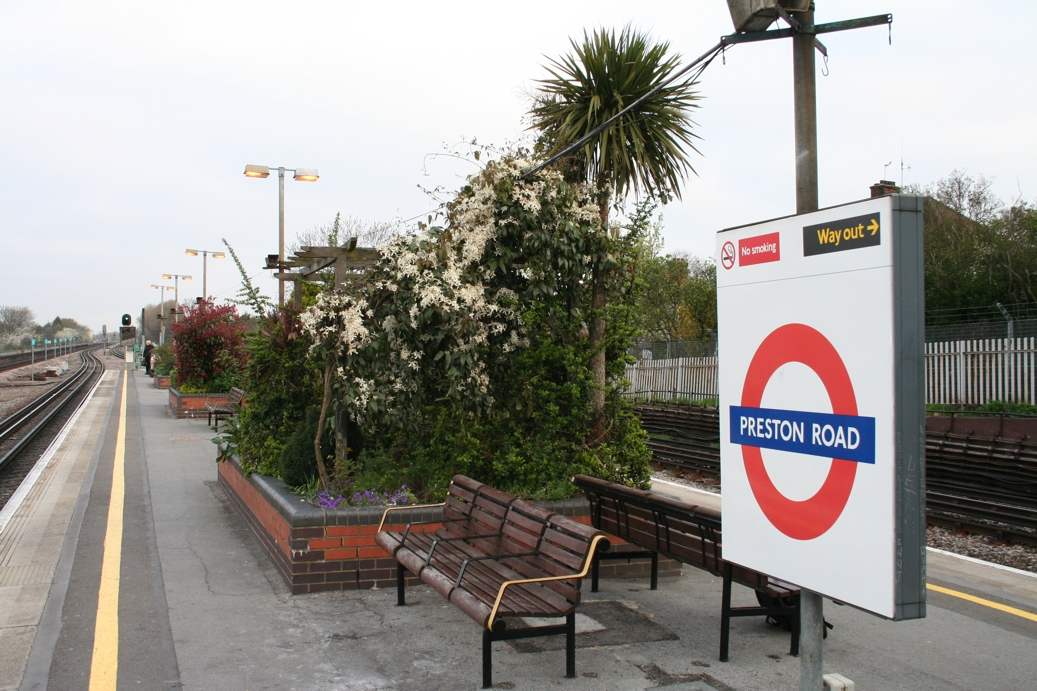
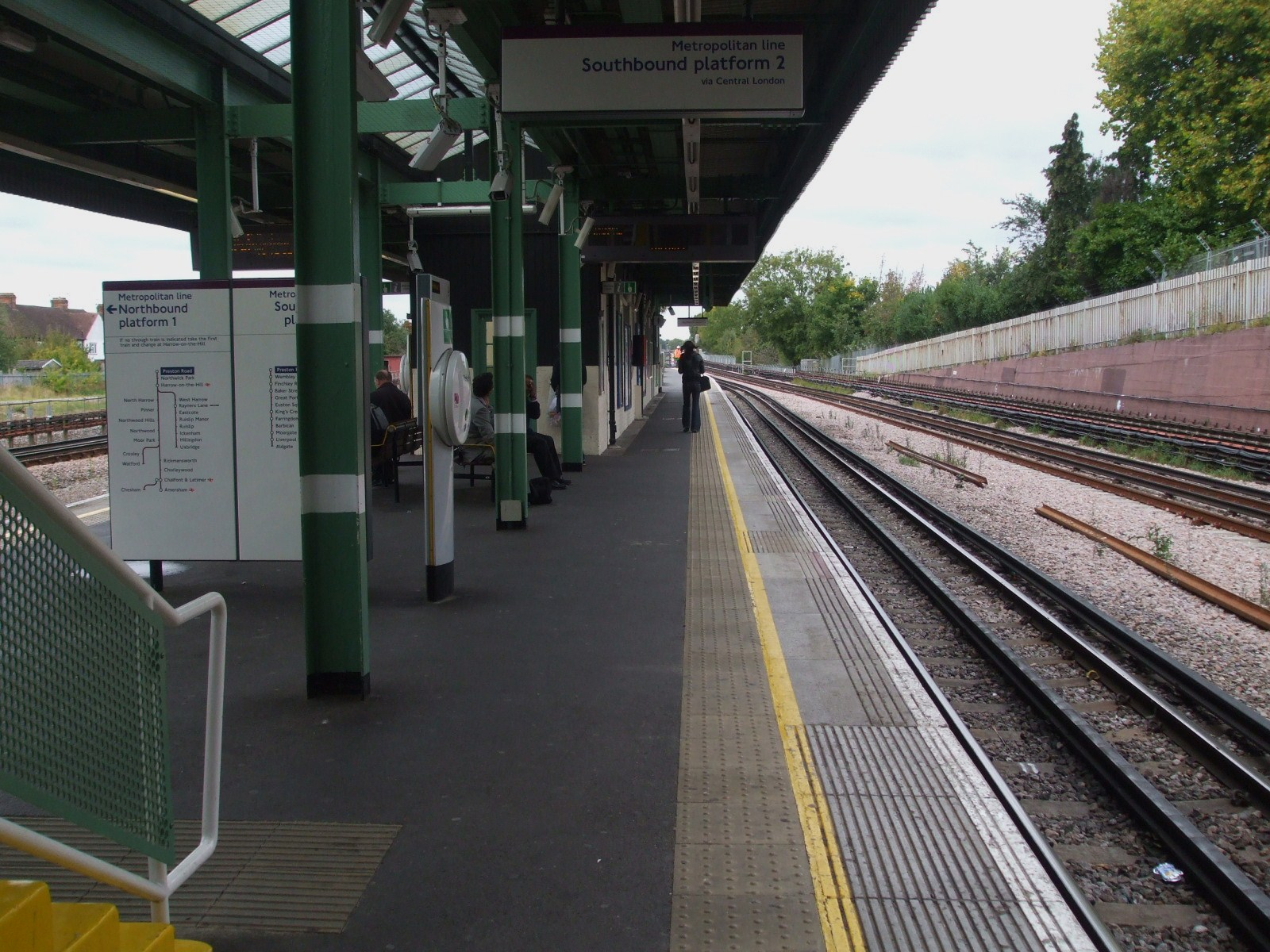
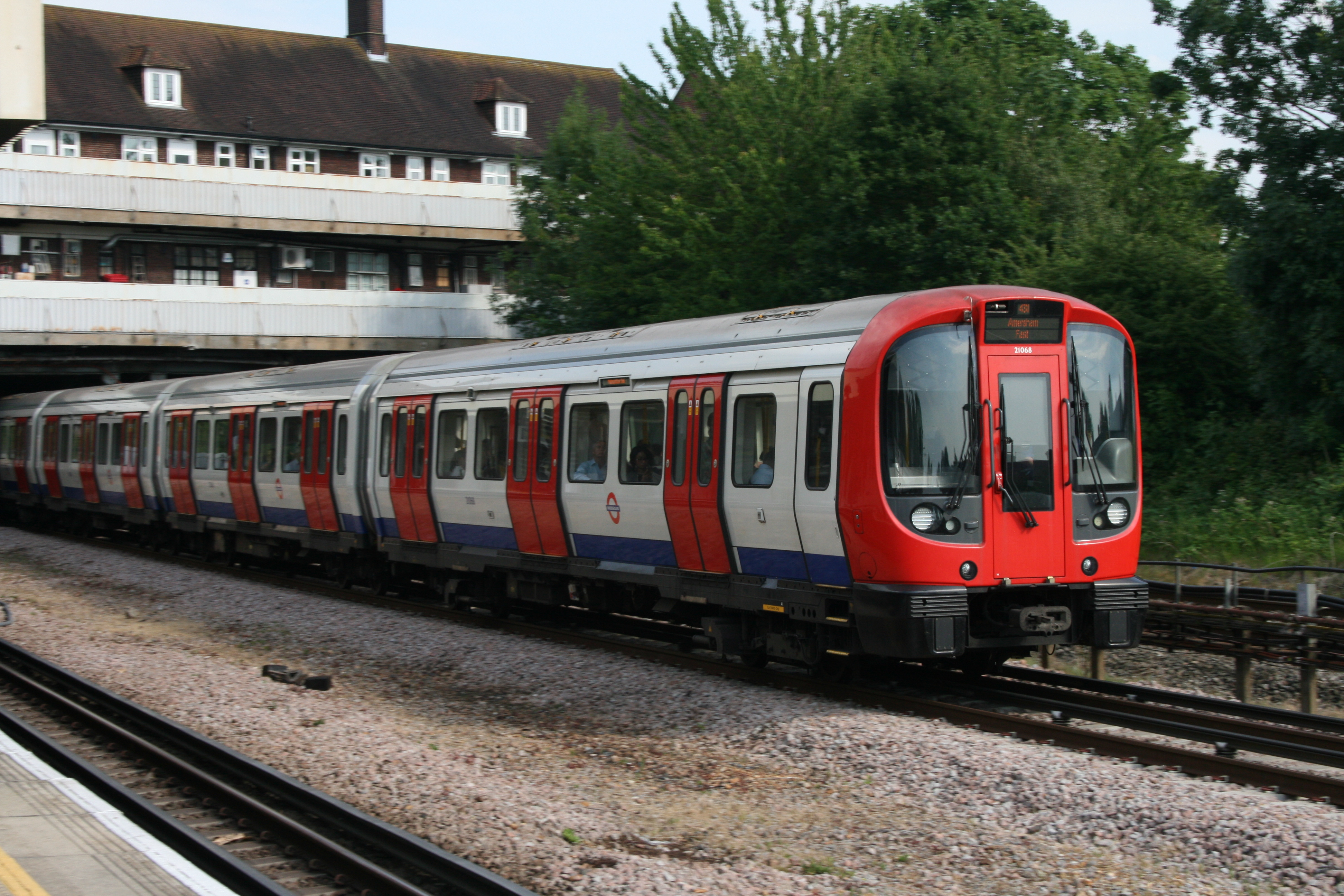

### Intermodalité
La station est desservie par des lignes des autobus de Londres : 79, 204 et 223.

## À proximité
- Preston